# Майлампавелі (Грама Ніладхарі)
Грама Ніладхарі Майлампавелі (№ 189B) — Грама Ніладхарі підрозділу ОС Еравур-Патту, округ Баттікалоа, Східна провінція, Шрі-Ланка.

## Демографія
| Населення (2007) | Населення (2007) | Населення (2007) | Населення (2007) | Населення (2007) |
| Населення        | Чоловіки         | Жінки            | Діти             | Дорослі          |
| ---------------- | ---------------- | ---------------- | ---------------- | ---------------- |
| 2964             | 1394             | 1570             | 1275             | 1689             |